# (40440) Dobrovsky
(40440) Dobrovsky es un asteroide perteneciente al cinturón de asteroides, descubierto el 11 de septiembre de 1999 por Petr Pravec y el también astrónomo Peter Kušnirák desde el Observatorio de Ondřejov, Ondřejov, República Checa.

## Designación y nombre
Designado provisionalmente como 1999 RU34. Fue nombrado por Josef Dobrovský (1753-1829) quien fue probablemente el lingüista checo más importante. Realizó investigaciones sobre las lenguas checa y eslava y la literatura checa. Codificó las reglas de la lengua escrita checa.

## Características orbitales
Dobrovsky está situado a una distancia media del Sol de 3,038 ua, pudiendo alejarse hasta 3,324 ua y acercarse hasta 2,752 ua. Su excentricidad es 0,094 y la inclinación orbital 9,895 grados. Emplea 1933,98 días en completar una órbita alrededor del Sol.
Pertenece a la familia de asteroides de (221) Eos.

## Características físicas
La magnitud absoluta de Dobrovsky es 14,52. 